# Citrontetra
Citrontetra (Hyphessobrycon pulchripinnis) är en fiskart som beskrevs av Ahl, 1937. Citrontetra ingår i släktet Hyphessobrycon och familjen Characidae. IUCN kategoriserar arten globalt som livskraftig. Inga underarter finns listade i Catalogue of Life.